# Загора (Марокко)
Загора (бербер. ⵣⴰⴳⵓⵔⴰ, араб. زكورة‎) — город в Марокко, расположен в области Сус-Масса-Драа.

## Географическое положение
Центр города располагается на высоте 709 метров над уровнем моря.

## Демография
Население города по годам:
| 2004   | 2012   |
| ------ | ------ |
| 34 851 | 37 305 |

## Транспорт
В городе есть аэропорт.

## Достопримечательности
К северу от Загоры находится местонахождение Фезоата (en:Fezouata formation) ордовикского периода (485—444 млн лет назад), где найдено порядка 160 родов ископаемых животных, в том числе — кембрийские организмы, существовавшие здесь через много миллионов лет после окончания кембрийского периода, а также мечехвосты, которые на 25 млн лет древнее других представителей этой группы.